# New Routemaster
Der New Routemaster (NRM) oder New Bus for London (NB4L) ist ein Doppeldecker-Stadtbus mit diesel-elektrischem Hybridantrieb, der ab 2012 vom Regieunternehmen Transport for London (TfL) für verschiedene Verkehrsunternehmen zum Einsatz im Londoner Innenstadtbereich beschafft wurde. Der selbsttragende Bus wurde bei Wrightbus in Ballymena (Nordirland) gefertigt.
Die Gestaltung des Busses wurde vom Heatherwick Studio erarbeitet. Er hat drei Türen und zwei Treppen zum Oberdeck, eine über dem rechten Vorderrad und eine hinten rechts zur Heckplattform, wo sich die dritte Tür befindet. An jeder Tür befindet sich ein Kartenleser für die Oyster Card. Im Oberdeck sind 40 Sitzplätze, im Unterdeck können, je nach Ausstattung, bis zu 22 Sitzplätze untergebracht werden.
Am 20. Februar 2012 nahm der erste Bus bei Arriva London auf der Linie 38 von Victoria nach Hackney seinen Dienst auf. Mit Stand 2016 wurden 800 Busse auf über zwanzig Linien bei verschiedenen Verkehrsunternehmen im Londoner Stadtverkehr unter TfL-Regie eingesetzt.

## Geschichte

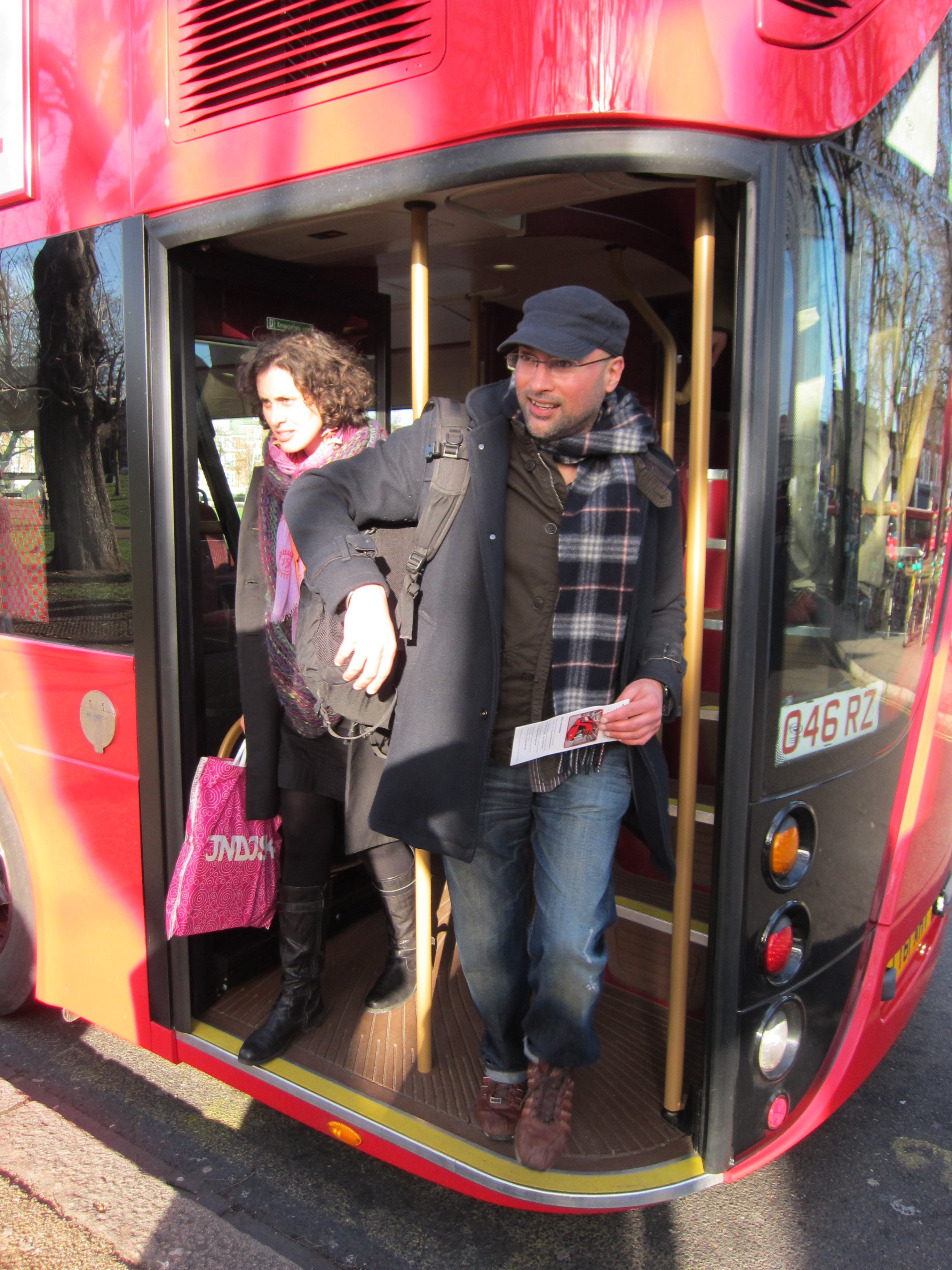
Heckplattform mit geöffneten Türen

### Hintergründe
Im Wahlkampf vor der Wahl zum Londoner Bürgermeister 2008 versprach der Bewerber Boris Johnson, wieder Stadtbusse nach Routemaster-Bauart einführen zu wollen. Damit wollte er sich von der Politik des Amtsinhabers Ken Livingstone abgrenzen. Dieser hatte in seiner Amtszeit durch Budgeterhöhungen das Londoner Busnetz deutlich ausgeweitet und aus wirtschaftlichen Gründen zum Jahresende 2005 die Mehrzahl der Routemaster-Busse aussondern lassen.
In den 2000er Jahren wurden auf bestimmten, stark genutzten Linien Gelenkbusse des Typs Mercedes-Benz Citaro eingeführt. Diese konnten viele Passagiere mit geringem Aufwand befördern, ermöglichten durch Niederflurtechnik barrierearme Zugänglichkeit, was mit den alten Routemastern nicht möglich war, und durch zeitgemäße Motoren geringere Abgasemissionen.
Nach seiner Wahl veranlasste Johnson, die für Londoner Innenstadtstraßen begrenzt geeigneten Gelenkbusse abzuziehen und die umgangssprachlich zunächst auch Borismaster genannten New Routemaster zu entwickeln.

### Einsatzgeschichte
2007 gab es erste Entwürfe für eine neue Ausführung des als Londoner Bus-„Ikone“ geltenden Routemaster mit offener Heckplattform. Nach einer Ausschreibung wurden einige Mock-ups erstellt. Das Mock-up von Wrightbus fand die meiste Zustimmung; Wrightbus erhielt den Auftrag zur Fertigung eines Prototyps. Dieser wurde im Jahr 2011 vorgestellt. Ab Frühjahr 2012 waren bei Arriva London die ersten Exemplare in Dienst. Danach wurden Exemplare bei den Unternehmen Metroline, London United (RATP Group), Stagecoach London und GoAhead London eingesetzt. Dabei wurde mit offener Tür am Heckperron gefahren, wenn ein Assistent/Schaffner zur Beaufsichtigung mitfuhr.
Transport for London bestellte für den Einsatz in London zunächst 600 Exemplare dieses Busses, um sie linienweise den über Ausschreibungen ermittelten Verkehrsunternehmen zum Einsatz auf den Innenstadtlinien zur Verfügung zu stellen. Später wurden weitere 200 Busse bestellt. Insgesamt 1000 Busse dieses Typs waren bis Anfang 2016 bestellt, weitere 195 Exemplare wurden bis März 2016 nachbestellt, 720 waren bis dahin geliefert.
Bürgermeister Sadiq Khan entschied Ende 2016, keine weiteren Busse dieses Typs zu bestellen. Die Einstellung des Kaufs dieses Modells, das ursprünglich 354.000 £ pro Bus für die ersten 600 bestellten Busse koste, was auf 325.000 £ für die nächsten 200 Busse gesenkt wurde, sollte dazu beitragen, die Festschreibung der Preise für den öffentlichen Personennahverkehr in London für vier Jahre bis 2020 zu finanzieren. Bereits im Juli 2015 war bekannt geworden, dass 300 Busschaffner ihre Arbeit verlieren würden, was eine Einsparung von 10 Millionen Britischen Pfund erbrachte, doch das Aufspringen auf den Bus während der Fahrt bei bisher geöffneter Hecktür nicht mehr zulässt. Danach wurde ohne Schaffner gefahren und diese Türen nur noch an Haltestellen geöffnet. Die Herstellerfirma Wrightbus erklärte 2016, dass die Produktionslinie des Busses kurzfristig geschlossen würde, wenn keine neuen Aufträge erfolgten. Die Diesel-Hybrid-Antriebstechnik des Busses gelte als überholt und Khan kündigte an, dass eine neue Busgeneration in Auftrag gegeben werde, die wesentlich zur Verbesserung der Luftqualität in der Stadt beitragen solle.
Anfang November 2022 wurde ein zum reinen Akkubus umgerüstetes Fahrzeug als Versuchsträger mit einer Reichweite von ca. 150 Meilen (umgerechnet ca. 241 Kilometer) vorgestellt. In den folgenden sechs Monaten wird damit untersucht, ob eine Umrüstung der gesamten Baureihe auf rein batterieelektrischen Antrieb sinnvoll ist, da eine Umrüstung günstiger als der Ersatz durch neue Akkubusse wäre.

## Betrieb

### Offene Hecktür
Wenn ein Schaffner an Bord war, war die Tür an der Heckplattform offen und man konnte jederzeit, auch außerhalb von Bushaltestellen, ein- und aussteigen. Das war montags bis freitags zwischen sechs und 18 Uhr auf einigen Linien der Fall. Abends und am Wochenende fuhren die Busse mit geschlossenen Heckplattform-Türen im Einmannbetrieb. Der Schaffner war als Begleiter und Beobachter der offenen Heckplattform sowie als Servicekraft für Fahrgäste – z. B. für mobilitätseingeschränkte Personen – an Bord, er verkaufte keine Fahrkarten. Seit 2016 werden die Busse ohne zusätzlichen Begleiter eingesetzt, die Hecktür wird nur noch an den Haltestellen geöffnet.

### Einsatz in London
Bisher wird der New Routemaster nur bei Verkehrsbetrieben in London eingesetzt. Die Umstellung des Fahrzeugeinsatzes erfolgte dabei linienweise nach der Anzahl der zur Verfügung stehenden Busse. Bisher werden folgende Linien bedient:
| Linie | von                          | bis                         | Betreiber             | Betriebshof                 | Einsatz ab         | benötigte Busse in HVZ | offene Hecktür                   |
| ----- | ---------------------------- | --------------------------- | --------------------- | --------------------------- | ------------------ | ---------------------- | -------------------------------- |
| 8     | Tottenham Court Road Station | Bow Church                  | Stagecoach London     | Bow (BW)                    | 28. Juni 2014      | 30                     | nein                             |
| 9     | Hammersmith                  | Aldwych                     | London United Busways | Stamford Brook (V)          | 26. Oktober 2013   | 22                     | ja                               |
| 10    | Hammersmith                  | Kings Cross                 | London United Busways | Stamford Brook (V)          | 26. April 2014     | 23                     | ja                               |
| 11    | Fulham Broadway              | Liverpool Street            | London General        | Stockwell (SW)              | 21. September 2013 | 25                     | ja                               |
| 12    | Oxford Circus                | Dulwich Library             | London Central        | Camberwell (Q)              | 28. März 2015      | 36                     | nein                             |
| 15    | Trafalgar Square             | Blackwall                   | Stagecoach London     | Bow (BW)                    | 28. Februar 2015   | 24                     | nein                             |
| 24    | Hampstead Heath              | Pimlico                     | Metroline             | Holloway (HT)               | 22. Juni 2013      | 27                     | ja                               |
| 38    | Victoria Station             | Clapton Pond                | Arriva London         | Ash Grove (AE) Clapton (CT) | 10. Mai 2014       | 59                     | ja (nur Essex Road bis Victoria) |
| 55    | Oxford Circus                | Leyton Bakers Arms          | Stagecoach London     | Leyton (T)                  | 28. Februar 2015   | 34                     | nein                             |
| 73    | Victoria Station             | Stoke Newington             | Arriva London         | Stamford Hill (SF)          | 14. Mai 2015       | 52                     | nein                             |
| 137   | Oxford Circus                | Streatham Hill              | Arriva London         | Brixton (BN)                | 2. Dezember 2014   | 31                     | nein                             |
| 148   | White City                   | Camberwell Green            | London United Busways | Shepherd's Bush (S)         | 15. Februar 2014   | 25                     | nein                             |
| 390   | Archway                      | Lancaster Gate              | Metroline             | Holloway (HT)               | 7. Dezember 2013   | 22                     | ja                               |
| 453   | Marylebone Station           | Deptford Bridge Station     | London General        | Mandela Way (MW)            | 18. Oktober 2014   | 35                     | nein                             |
| N8    | Oxford Circus                | Hainault                    | Stagecoach London     | Bow (BW)                    | 28. Juni 2014      | 19                     | nein                             |
| N38   | Victoria Station             | Walthamstow Central Station | Arriva London         | Clapton (CT)                | 10. Mai 2014       | 26                     | nein                             |
| N55   | Oxford Circus                | Woodford Wells              | Stagecoach London     | Leyton (T)                  | 28. Februar 2015   | 12                     | nein                             |
| N73   | Victoria Station             | Walthamstow Central Station | Arriva London         | Stamford Hill (SF)          | 14. Mai 2015       | 13                     | nein                             |

## Short Routemaster
Wrightbus bietet auf dem Fahrgestell Volvo B5L mit eigenem Aufbau auch einen sogenannten Short Routemaster (SRM, kurzer Routemaster) an, der im Gegensatz zum New Routemaster 70 cm kürzer (10,6 m) ist und nicht über eine Heckplattform mit dritter Tür und zweiter Treppe verfügt. Die Front ist identisch, auch die Seiten und die Inneneinrichtung entspricht dem New-Routemaster-Stil, was die Ersatzteil-Vorhaltung bei den Verkehrsbetrieben, die den NRM einsetzen, vereinfacht. Im Gegensatz zum NRM ist jedoch auf der linken Seite ein Volvo-5-Liter-Dieselmotor D5K mit 240 PS in Längsrichtung im Heck untergebracht, das Kühlsystem wurde darüber platziert. Damit steht der SRM in Konkurrenz zu den anderen aktuellen Hybrid-Doppeldeckbussen wie Wrightbus Gemini oder ADL Enviro 400, die in London beschafft werden. Die ersten sechs SRMs wurden von RATP London für den Einsatz ab September 2016 beim Busbetrieb London United auf der Linie 13 von London Sovereign bestellt.
Neben der (Londoner) Version mit 10,6-m-Länge und zwei Türen für 66 Sitzplätze ist auch eine Variante mit nur einer Tür (wie bei den meisten Busbetrieben außerhalb Londons üblich) und eine Version mit 11,3-m-Länge für bis zu 70 Sitzplätzen darstellbar. Es gibt auch einen Bausatz zum Rückbau der zweiten Tür in der Mitte, dadurch können nach dem Einsatz in London und dem Verkauf an Verkehrsbetriebe außerhalb Londons vier zusätzliche Sitzplätze geschaffen werden.